# Loeseneriella yunnanensis
Loeseneriella yunnanensis là một loài thực vật có hoa trong họ Dây gối. Loài này được (Hu) A.C. Sm. mô tả khoa học đầu tiên năm 1945.